# 第38回読売新聞社杯全日本選抜競輪
第38回読売新聞社杯全日本選抜競輪は、 2023年2月23日から2月26日まで、高知競輪場で行われた競輪のGI競走である。優勝賞金3,642万円（副賞込み）。

## 決勝戦

### 競走成績
- 2月26日（日）第12レース[4]（晴：風速 3m[5][6]）
- 誘導員…篠原龍馬（高知）[7][8][9][10]

| 着  | 番 | 選手名   | 齢 | 府県 | 期別 | 班 | 着差   | 上り | 決ま り手 | S/J H/B | 個人 状況      |
| --- | -- | -------- | -- | ---- | ---- | -- | ------ | ---- | --------- | ------- | -------------- |
| 1   | 7  | 古性優作 | 32 | 大阪 | 100  | S  |        | 14.4 | 差し      |         |                |
| 2   | 9  | 守澤太志 | 37 | 秋田 | 96   | S  | 1輪    | 14.3 | 差し      |         | 走注（押上げ） |
| 3   | 8  | 三谷竜生 | 35 | 奈良 | 101  | 1  | 1/4輪  | 14.4 |           |         | 走注（押圧）   |
| 3.5 |    |          |    |      |      |    |        |      |           |         |                |
| 4   | 1  | 脇本雄太 | 33 | 福井 | 94   | S  | 1/2身  | 14.7 |           | HB      |                |
| 5   | 5  | 成田和也 | 44 | 福島 | 88   | 1  | 1/4輪  | 14.3 |           |         |                |
| 6   | 6  | 香川雄介 | 48 | 香川 | 76   | 1  | 1身1/2 | 14.2 |           |         |                |
| 7   | 3  | 浅井康太 | 38 | 三重 | 90   | 1  | 1輪    | 14.5 |           |         |                |
| 8   | 4  | 吉澤純平 | 37 | 茨城 | 101  | 1  | 1/2身  | 14.4 |           |         |                |
| 9   | 2  | 新田祐大 | 37 | 福島 | 90   | S  | 2身    | 14.9 |           | S       | 走注（押上げ） |

### 配当金額
- 上段：複式 / 下段：単式

| 2枠連    | 2枠連     |             | 2車連       | 2車連        | 3連勝        | 3連勝           | ワイド                           | ワイド |
| 65,581票 | 65,581票  | 171,227票   | 171,227票   | 842,133票    | 842,133票    | 84,189票        | 84,189票                         |        |
|          |           |             |             |              |              |                 |                                  |        |
| 5=6      | 470円 (2) | 7=9         | 890円 (3)   | 7=8=9        | 2,020円0 (7) | 7=9 7=8 8=9     | 280円0 (2) 290円0 (3) 960円 (14) |        |
| 5-6      | 700円 (3) | 7-9         | 1,460円 (4) | 7-9-8        | 6,630円 (17) | 7=9 7=8 8=9     | 280円0 (2) 290円0 (3) 960円 (14) |        |
|          |           |             |             |              |              |                 |                                  |        |
| 94,621票 | 94,621票  | 1,235,311票 | 1,235,311票 | 11,440,611票 | 11,440,611票 | 計 13,933,673票 | 計 13,933,673票                  |        |

## 特記事項
- 高知でのGI開催は、飯嶋則之が優勝した2007年9月の第50回オールスター競輪以来16年ぶり4回目（全日本選抜単独では、佐藤慎太郎が優勝した2003年11月以来20年ぶり2回目）。500mバンクでのGI開催は、2014年6月の第65回高松宮記念杯競輪（宇都宮競輪場）以来8年ぶり。なお、高知では今回のGI開催に合わせて前年7月から本場レース開催を休止し、バンク張り替え工事が行われた[13][14]。

- 今大会のテーマソングは、JaaBourBonzの「イメージノミライへ」。決勝の選手入場曲にも使用された。

- 今開催は当初COVID-19の影響で高知本場の滞留人数を最大4,593人[注 1]とするとする予定だったが、2月15日に撤廃されている。なお、競輪のGI開催で入場制限が設けられなかったのは2020年の同大会以来となった。

- 地上波の決勝戦中継は「坂上忍の勝たせてあげたいTV 2023年最初の大一番 ～第38回読売新聞社杯全日本選抜競輪決勝戦～」《日本テレビ系列全国ネット》[15][16]。ゲストは武井壮と大久保嘉人、解説は中野浩一、実況は筒井大輔が担当。

- シリーズ全体での目標額は99億円[17]。シリーズ全体での総売上は95億8258万8600円[18][19]で目標には達しなかったものの、前回比では105.0%[注 2]となり前回大会を上回った。なお、各日ごとの売上額は、初日22億1147万5100円[20]、2日目18億7615万5700円[21]、3日目22億4786万1900円[22]、最終日32億4709万5900円[19]。また、4日制のGIで95億円を超えたのは2016年の同大会以来7年ぶりだった。
  - 1億8458万0000円 - 本場
  - 41億2184万9000円 - 場外
  - 52億7615万9600円 - 電話・インターネット投票
  - 91億2742万5000円 - 計

### 競走データ
- S級S班の9選手は前年に続き全選手が出場した。このうち決勝戦には前年同様に4名が勝ち上がった。一方で、残り5名の松浦悠士、佐藤慎太郎、郡司浩平、新山響平、平原康多はいずれも準決勝で敗退となった。

- 落車はあったものの、3日目終了時点で失格などによる途中欠場者は出なかったため補充は一切なく、また最終日は全レースとも9車立てで行われた。但し、最終日は第11レース（特別優秀）で村上博幸が失格している[19]。

- 昨年大会と同じく、4年連続でGI初優出の選手はいなかった。なお、香川雄介は2019年の同大会以来4年ぶりの、三谷竜生は2020年の同大会以来3年ぶりの、それぞれGI決勝戦進出となった。

- 優勝した古性優作は、スタールビー賞も1着であった（同一大会に限ると3人目）ほか、大会2人目となる連覇を達成（過去は1988年の第4回・1989年の第5回と連覇した中野浩一のみ）[3][18]。